# Sergey Kiryakov
Sergei Vyacheslavovich Kiryakov - em russo, Сергей Вячеславович Кирьяков (Oryol, 1 de Janeiro de 1970) - é um ex-futebolista russo.
Começou no Dínamo Moscou, em 1987. Fez carreira na Alemanha, onde permaneceu por oito anos, até se mudar para o futebol chinês. Encerrou a carreira em 2003, aos 33 anos, no Shandong Luneng.
Seu irmão mais novo, Yegor, também jogou futebol (era meia-atacante), mas sem o mesmo destaque, tendo encerrado a carreira com 28 anos.

## Seleção
Kiriakov jogou entre 1992 e 1998 pela Seleção Russa de Futebol. Ele foi um dos jogadores-chave que não integraram a equipe na Copa do Mundo FIFA de 1994 devido a desentendimentos com o técnico Pavel Sadyrin, junto com Igor Shalimov, Ihor Dobrovols'kyi, Igor Kolyvanov e Andriy Kančelskis.